# Through the Ashes of Empires
Through the Ashes of Empires è il quinto album in studio del gruppo musicale groove metal Machine Head, pubblicato nel 2003 dalla Roadrunner Records.

## Tracce
1. Imperium (musica: Flynn/McClain; testi: Flynn) – 6:41
2. Bite the Bullet (musica & testi: Flynn) – 3:21
3. Left Unfinished (musica & testi: Flynn) – 5:45
4. Elegy (musica: Flynn/McClain; testi: Flynn) – 3:55
5. In the Presence of My Enemies (musica: Flynn/Demmel; testi: Flynn) – 7:07
6. Days Turn Blue to Gray (musica: Flynn/Demmel; testi: Flynn) – 5:29
7. Vim (musica: Flynn/McClain; testi: Flynn/Duce) – 5:12
8. Seasons Wither * (musica & testi: Flynn) (US Bonus Track)
9. All Falls Down (musica: Flynn/McClain; testi: Flynn) – 4:29
10. Wipe the Tears (musica: Flynn/McClain; testi: Flynn/Duce) – 3:54
11. Descend the Shades of Night (musica: Flynn/McClain; testi: Flynn) – 7:46

CD bonus nell'edizione speciale
1. Bite the Bullet (Demo)
2. Left Unfinished (Demo)
3. Descend the Shades of Night (Demo)
4. All Falls Down (Demo)
5. Elegy (Demo)
6. The Blood, the Sweat, the Tears (Video)
7. Bonus Footage (Video)

## Formazione
- Robert Flynn - voce, chitarra
- Adam Duce - voce, basso
- Phil Demmel - chitarra
- Dave McClain - batteria